# Tropiorhynchus orientis
Tropiorhynchus orientis – gatunek chrząszczy z rodziny poświętnikowatych, podrodziny rutelowatych i plemienia Anomalini.

## Taksonomia
Gatunek ten opisany został w 1838 roku przez Edwarda Newmana, jako Anisopilia orientis. W 1850 roku został umieszczony przez Charlesa Émile Blancharda w nowym rodzaju Tropiorhynchus, jako jego gatunek typowy. U Johna Gilberta Arrowa oraz w wykazie fauny Maharasztry rodzaj figuruje pod nazwą Tropiorrhynchus orientis.

## Opis
Ciało długości od 11 do 12 mm i szerokości od 6 do 7 mm. Ubarwienie metalicznie zielone lub metalicznie ceglaste z ciemniejszymi głową i stopami, pomarańczowymi udami i goleniami, a pokrywami żółtymi z czarnymi lub czerwonymi znakami. Głowa na ciemieniu silnie punktowana, a na reszcie powierzchni delikatnie i gęsto granulowana, z dwoma kępkami włosków między oczami. Przedplecze raczej kwadratowe w obrysie, szerokie u nasady, pomarszczenie punktowane, o bokach kanciastych przez połową długości, przednich kątach ostrych, tylnych prawie prostych, a całej powierzchni pokrytej wzniesionym, żółtawym owłosieniem. Na pokrywach głębokie, punktowane rzędy i gładkie, wypukłe międzyrzędy, z których piąty i szósty zbliżone z tyłu. Spód ciała, uda i prawie całe pygidium biało owłosione. Śródpiersie wyciągnięte. Tylne krętarze proste.

## Rozprzestrzenienie
Gatunek orientalny, znany z Beludżystanu, Pendżabu, Sikkimu i Maharasztry.